# Melissa Gurney
Melissa Gurney (Palos Verdes, 24 juni 1969) is een voormalig tennisspeelster uit de Verenigde Staten.
In 1984 speelde zij haar eerste grandslamtoernooi in het enkelspel op Roland Garros.
In 1986 speelde zij ook in het dubbelspel op Roland Garros op haar eerste dubbelspelgrandslamtoernooi. Dat jaar won zij ook twee WTA-titels, op het North Face Open en Virginia Slims of San Diego.